# Artéria alveolar inferior
A artéria alveolar inferior é um ramo da artéria maxilar. Desce entre o ligamento esfenomandibular e o ramo da mandíbula e se destina ao forame da mandibula. Contudo, antes de penetrar este canal ósseo acompanhado também pelo nervo alveolar inferior, fornece o ramo milo-hióideo, o qual percorre o sulco milo-hióideo da mandíbula e depois a superfície do próprio músculo milo-hióideo. A A. alveolar inferior então penetra o forame mandibular, atravessa todo o canal intraósseo até o forame mentual, onde emite um grande ramo colateral, a artéria mentoniana, que vasculariza os tecidos moles do mento. Continua por entre as trabéculas ósseas até entrar em contato anastomótico com a artéria do outro lado, no plano mediano. Durante seu trajeto, a A. alveolar inferior emite vários pequenos vasos em direção aos dentes e ao processo alveolar. São os ramos dentais e Peridentais. Os ramos dentais penetram o canal da raiz através do forame apical e vascularizam a polpa dental. Os ramos peridentais sobem por pequenos canais nos septos interalveolares (visíveis radiograficamente na região dos incisivos e conhecidos também por canais nutrícios) e inter-radiculares. Irrigam além do osso alveolar, o periodonto e parte da gengiva.
Fonte: Livro Anatomia da face de Miguel Carlos Madeira. Capítulo 7, Vascularização sanguínea e linfática da face.